# دريد بن الصمة
دُرَيْدُ بْنُ اَلصِّمَّةِ، شاعر عربي من قبيلة بنو جشم من هوازن، عرف بشجاعتِه وأنَّهُ مِن صناديد العرب، وهو من المعمرين في الجاهلية. كان سيد بَنِي جُشَمَ بْنِ مُعاوِيَةَ، وفارسَهم وقائدَهم، وغزا نحوَ مئة غزوةٍ لم يُهزم في واحدة منها. وعاش حتى سقط حاجباه عن عينيه، وأدرك الإسلام، ولم يسلم، فقتل على دين الجاهلية في غزوة حنين

## نسبه
هو: دُرَيْدُ بْنُ اَلصِّمَّةِ (بِكَسْرِ الصاد) (مُعَاوِيَةَ) بْنِ اَلْحَارِثِ بْنِ مُعَاوِيَةَ بْنِ بَكْرِ بْنِ عَلْقَمَةَ (وقيل: عَلَقَةَ) بن جُدَاعَةَ بْنِ غَزِيَّةَ بْنِ جُشَمَ بْنِ مُعَاوِيَةَ  بْنِ بَكْرِ بْنِ هَوَازِنَ بْنِ مَنْصُورِ بْنِ عِكْرِمَةَ بْنِ خَصَفَةَ بْنِ قَيْسِ عَيْلَانَ بْنِ مُضَرَ بْنِ نِزَارِ بْنِ مَعَدِّ بْنِ عَدْنَانَ. وقِيلَ: جُشَمُ بْنُ سَعْدٍ بْنِ بَكْرِ بْنِ هَوَازِنَ.

## سيرته
عاش دريد ما بين جبال السروات ووسط نجد في شبه الجزيرة العربية، وكان يسكن في بيوت الشعر وينتقل مع قومه من مكان إلى مكان لطلب العشب والماء ورعي الماشية، واحتفظ بخلقه البدوي. وكان دريد أحد زعماء سوق عكاظ، وكان يأتي إليه كل عام وفود تمثل أنحاء شبه الجزيرة العربية ومصر والعراق وفارس من أجل التجارة والأدب والتفاخر.

### صـفاته
دريد بن الصِمَّة فارسٌ شجاع شاعر فحل، وجعله محمد بن سلام الجمحي أول شعراء الفرسان. وقد كان أطول الفرسان الشعراء غزواً، وأبعدهم أثراً، وأكثرهم ظفراً، وأيمنهم نقيبةً عند العرب، وأشعرهم دريد بن الصِمَّة. عاش دريد ما بين جبال السروات ووسط نجد وكان دريد يعيش حياة البادية وينتقل مع قومه من مكان إلى مكان. قال أبو عبيدة: كان دريد بن الصِمَّة سيد بني جشم وفارسهم وقائدهم وكان مظفراً ميمون النقيبة، وغزا نحو مائة غزاةٍ ما أخفق في واحدة منها، وأدرك الإسلام فلم يسلم، وخرج مع قومه في يوم حنينٍ مظاهراً للمشركين، ولا فضل فيه للحرب، وإنما أخرجوه تيمناً به وليقتبسوا من رأيه، فمنعهم مالك بن عوف من قبول مشورته، وخالفه لئلا يكون له ذكر، فقتل دريد يومئذٍ على شركه.

## إخوته
كان لدريد أخوةٌ وهم عبد الله الذي قتله غطفان، وعبد يغوث قتله بنو مرة، وقيس قتله بنو أبي بكر بن كلاب، وخالد قتله بنو الحارث بن كعب، أمهم جميعاً ريحانة بنت معديكرب الزبيدي أخت عمرو بن معديكرب كان الصِمَّة سباها ثم تزوجها فأولدها بنيه. وإياها يعني أخوها عمرو بقوله في شعره:
ابنه وبنته شاعران:
وكان لدريدٍ ابنٌ يقال له سلمة، وكان شاعراً وهو الذي رمى أبا عامر الأشعري بسهم فأصاب ركبته فقتله وارتجز فقال:
وكانت لدريد أيضاً بنتٌ يقال لها عمرة وكانت شاعرة، ولها فيه مراثٍ كثيرةٌ.

## شعره في الصبر على النوائب
يقول أبو عمرو بن العلاء: أحسن شعرٍ قيل في الصبر على النوائب قول دريد بن الصِمَّة حيث يقول:
قال أبو عبيدة: فأما عبد الله بن الصِمَّة فإن السبب في مقتله أنه كان غزا غطفان ومعه بنو جشم وبنو نصرٍ أبناء معاوية فظفر بهم وساق أموالهم في يوم يقال له يوم اللوى ومضى بها. ولما كان منهم غير بعيد قال: انزلوا بنا، فقال له أخوه دريد: يا أبا فرعان - وكانت لعبد الله ثلاث كنى: أبو فرعان، وأبو ذفافة، وأبو أوفى، وكلها قد ذكرها دريدٌ في شعره -: نشدتك الله ألا تنزل فإن غطفان ليست بغافلةٍ عن أموالها، فأقسم لا يريم حتى يأخذ مرباعه وينقع نقيعه، فيأكل ويطعم ويقسم البقية بين أصحابه، فبينا هم في ذلك وقد سطعت الدواخن، إذا بغبارٍ قد ارتفع أشد من دخانهم، وإذا عبس وفزارة وأشجع قد أقبلت فقالوا لربيئتهم: انظر ماذا ترى، فقال: أرى قوماً جعاداً كأن سرابيلهم قد غمست في الجادي قال: تلك أشجع، ليست بشيء. ثم نظر فقال: أرى قوماً كأنهم الصبيان، أسنتهم عند آذان خيولهم. قال: تلك فزارة. ثم نظر فقال: أرى قوماً أدماناً كأنما يحملون الجبل بسوادهم، يخدون الأرض بأقدامهم خداً، ويجرون رماحهم جراً، قال: تلك عبسٌ والموت معهم ! فتلاحقوا بالمنعرج من رميلة اللوى فاقتتلوا فقتل رجلٌ من بني قاربٍ وهم من بني عبس عبد الله بن الصِمَّة فتنادوا: قتل أبو ذفافة فعطف دريد فذب عنه فلم يغن شيئاً وجرح دريد فسقط فكفوا عنه وهم يرون أنه قيل، واستنقذوا المال ونجا من هرب. فمر الزهدمان وهما من بني عبس، وهما زهدمٌ وقيسٌ ابنا حزن أنه بن وهب بن رواحة وإنما فقيل لهم الزهدمان تغليباً لأشهر الاسمين عليهما، كما قيل العمران لأبي بكر وعمر، والقمران للشمس والقمر. قال دريد: فسمعت زهدماً العبسي يقول لكردم الفزاري إني لأحسب دريداً حياً فانزل فأجهز عليه، قال: قد مات، قال: انزل فانظر إلى سبته هل ترمز، قال دريد: فسددت من حتارها أي من شرجها، قال فنظر فقال: هيهات، أي قد مات، فولى عني، قال: ومال بالزج في شرج دريد فطعنه فيه فطعنه فيه فسال دمٌ كان قد احتقن في جوفه، قال دريد فعرفت الخفة حينئذٍ فأمهلت، حتى إذا كان الليل مشيت وأنا ضعيف قد نزفني الدم حتى ما أكاد أبصر، فجزت بجماعة تسير فدخلت فيهم، فوقعت بين عرقوبي بعير ظعينة، فنفر البعير فنادت: نعوذ بالله منك، فانتسبت لها فاعلمت الحي بمكاني، فغسل عني الدم وزودت زاداً وسقاء فنجوت، وزعم بعض الغطفانيين أن المرأة كانت فزارية وأن الحي كان علموا بمكانه فتركوه فداوته المرأة حتى برأ ولحق بقومه، قال: ثم حج كردم بعد ذلك في نفرٍ من بني عبس فلما قاربوا ديار دريد تنكروا خوفاً، ومر بهم فأنكرهم، فجعل يمشي فيهم ويسألهم من هم? فقال له كردم: عمن تسأل? فدفعه دريد، وقال: أما عنك وعمن معك فلا أسأل أبداً، وعانقه، وأهدي إليه فرساً وسلاحاً، وقال له: هذا بما فعلت بي يوم اللوى. وقال دريد يرثي أخاه عبد الله:
يقال أفضل بيت قالته العرب في الصبر على النوائب قول دريد بن الصِمَّة:
عاتبته زوجته أم معبد على بكائه أخاه فطلقها وقال شعراً، لأنها رأته شديد الجزع على أخيه، فعاتبته على ذلك وصغرت شأن أخيه وسبته.

## دريد بن الصِمَّة وخطوبته للخنساء
خطب دريد بن الصِمَّة الشاعرة المخضرمة الخنساء وتغزل بها، فلما رفضته هجاها وعندما رفضته وتزوجت ابن عمها رواحة بن عبد العزى السلمي وقالت الخنساء حين خطبها: ما كنت تاركة بني عمي.

## مشاركة دريد بن الصِمَّة في غزوة حنين ومقتله
شارك دريد بن الصِمَّة في غزوة حنين سنة الثامنة من الهجرة عجوزاً كهلاً يبلغ من العمر ما يزيد عن 100 عام وعندما انهزمت هوازن في المعركة انجلى جمع من بعض الرجال إلى الديار الأخرى فمنهم من اتى الطائف ومنهم من تعسكر باوطاس ومنهم من توجه إلى نخلة وكان منهم دريد بن الصِمَّة فواجه في طريقه رجل من بني سليم فقال له دريد: ماذا تريد بي. قال: أقتلك، قال: ومن أنت ؟ قال: أنا ربيعة بن رفيع السلمي، ثم ضربه بسيفه، فلم يغن شيئاً، فقال: بئس ما سلحتك أمك ! خذ سيفي هذا من مؤخر الرحل، وكان الرحل في الشجار، ثم أضرب به، وارفع عن العظام، وأخفض عن الدماغ، فإني كنت كذلك أضرب الرجال، ثم إذا أتيت أمك فأخبرها أنك قتلت دريد بن الصِمَّة، فرب والله يوم قد منعت فيه نساءك. وقد قتله ربيعة في غزوة حنين وكان دريد في عمر يناهز المئة عام.
فزعم بنو سليم أن ربيعة لما ضربه فوقع تكشف، فإذا عجانه وبطون فخذيه، مثل القرطاس من ركوب الخيل أعراء؛ فلما رجع ربيعة إلى أمه أخبرها بقتله إياه، فقالت: أما والله لقد أعتق أمهات لك ثلاثاً.
قال ابن إسحاق: ولما انهزم المشركون أتوا الطائف ومعهم مالك بن عوف، وعسكر بعضهم بأوطاس، وتوجه بعضهم نحو نخلة، ولم يكن فيمن توجه نحو نخلة إلا بنو غيرة من ثقيف، وتبعت خيل رسول الله صلى الله عليه وسلم من سلك في نخلة من الناس ولم تتبع من سلك الثنايا. فأدرك ربيعة بن رفيع بن أهبان بن ثعلبة بن ربيعة بن يربوع بن سمال بن عوف بن امرئ القيس وكان يقال له ابن الدغنة وهي أمه فغلبت على اسمه ويقال ابن لذعة فيما قال ابن هشام دريد بن الصِمَّة فأخذ بخطام جمله وهو يظن أنه امرأة وذلك أنه في شجار له فإذا برجل فأناخ به فإذا شيخ كبير وإذا هو دريد بن الصِمَّة ولا يعرفه الغلام فقال له دريد ماذا تريد بي قال أقتلك.
قال ومن أنت قال أنا ربيعة بن رفيع السلمي ثم ضربه بسيفه فلم يغن شيئا، فقال بئس ما سلحتك أمك خذ سيفي هذا من مؤخر الرحل وكان الرحل في الشجار ثم اضرب به وارفع عن العظام واخفض عن الدماغ فإني كنت كذلك أضرب الرجال ثم إذا أتيت أمك فأخبرها أنك قتلت دريد بن الصِمَّة، فرب والله يوم قد منعت فيه نساءك فزعم بنو سليم أن ربيعة لما ضربه فوقع تكشف فإذا عجانه وبطون فخذيه مثل القرطاس من ركوب الخيل أعراء فلما رجع ربيعة إلى أمه أخبرها بقتله إياه فقالت أما والله لقد أعتق أمهات لك ثلاثا. فقالت عمرة بنت دريد في قتل ربيعة دريداً:
قال ابن هشام: ويقال اسم الذي قتل دريدا عبد الله بن قنيع بن أهبان بن ثعلبة بن ربيعة.

## أبناؤه
- سلمة بن دريد،[19] ومن نسله منصور الطنبذي.[20]
- عمرة بنت دريد[21]